# Zanna dohrni
Zanna dohrni är en insektsart som beskrevs av Stsl 1858. Zanna dohrni ingår i släktet Zanna och familjen lyktstritar. Inga underarter finns listade i Catalogue of Life.